# Ignacio Gómez Jaramillo
Ignacio Gómez Jaramillo (Medellín, 30 de diciembre de 1910 - Coveñas, Sucre, 12 de julio de 1970) fue un pintor, dibujante y muralista colombiano.

## Trayectoria
Hijo de Sigfredo Gómez Jiménez y de Encarnación Jaramillo, estudió en el colegio del escultor Antonio J. Duque, en Medellín. 
En 1928 trabajó como dibujante en un taller del arquitecto. En 1929 viajó a España para estudiar en el Real Círculo Artístico de Barcelona. En 1932 se trasladó a París, donde estudió en la Académie de la Grande Chaumière. Ya en 1934 regresó a Colombia e hizo dos exposiciones individuales. En 1936 viajó con una beca del gobierno a estudiar pintura mural en México. 
A su regreso, en 1937, pintó dos murales en el Capitolio Nacional, los cuales resultaron ser no aptos para el Capitolio y fueron cubiertos con cal, hasta ser descubiertos y restaurados por estudiantes de la Universidad Nacional de Colombia en 1959. En 1940 y 1942, Gómez Jaramillo recibió los primeros premios en pintura en el primer y el tercer Salón Nacional de Artistas de Colombia.
Gómez Jaramillo fue uno de los tres artistas que revolucionaron el muralismo en Colombia. Fue profesor y director de la Escuela de Bellas Artes de Bogotá; presidente de la Asociación de Escritores y Artistas de Colombia. Como escritor de El Tiempo de Bogotá, entabló una serie de polémicas sobre el arte colombiano con Marta Traba, por las que se le conoce como "antitrabista".